# 堺市立陵西中学校
堺市立陵西中学校（さかいしりつ りょうさい ちゅうがっこう）は、大阪府堺市堺区にある公立中学校。

## 沿革
1947年の学制改革の際、堺市（当時の市域）で最初の中学校9校のうちの1校として、「堺市立第五中学校」の名称で開校した。開校当時の校区は少林寺小学校・安井小学校・舳松小学校（現在の大仙西小学校）・神石小学校の4小学校の校区だった。
開校当時は、堺市耳原町392番地の2・旧制堺市立高等女学校校舎跡（現在地）を、堺市立第四中学校（現在の堺市立大浜中学校）と同居する形で使っていた。本校で収容できなかった生徒は、舳松小学校・神石小学校にそれぞれ分校を設置して収容した。
旧制堺市立高等女学校敷地は、新制堺市立堺高等学校として使用されることになり、1952年に南安井町1丁に校舎を設置した。南安井町の校舎は、文部省の建築モデルスクール候補の指定を受けて建設されている。
しかし南安井町の校舎は校地が狭かったことに加え、第二阪和道路に面していることでの騒音や排気ガスの問題があった。そのため1977年に、堺市立堺高等学校跡地の現在地に移転した。

### 年表
- 1947年4月1日 - 堺市立第五中学校として開校。
- 1947年4月21日 - 開校記念式典を実施。
- 1950年4月1日 - 堺市立陵西中学校に改称。
- 1951年 - 文部省から建築モデルスクール候補校に指定され、現在地に校舎建築開始。
- 1952年1月10日 - 南安井町1丁に移転。
- 1954年4月1日 - 従来の校区の一部を、新設の堺市立旭中学校の校区へ分離。
- 1977年4月1日 - 現在地に移転。

## 通学区域
- 堺市立少林寺小学校・堺市立大仙西小学校・堺市立安井小学校の通学区域。

## 交通
- 南海バス 大仙西町団地前バス停。
- 阪堺電気軌道阪堺線 御陵前停留場 東へ約800m、または東湊停留場 北東へ約900m。